# 声優夫婦の甘くない生活
『声優夫婦の甘くない生活』（せいゆうふうふのあまくないせいかつ、ヘブライ語: קולות רקע、英語: Golden Voices）は2019年のイスラエルのコメディドラマ映画。
監督はエフゲニー・ルーマン、出演はヴラディミール・フリードマンとマリア・ベルキンなど。
1990年のイスラエルを舞台に、崩壊寸前のソ連からイスラエルに移り住んだ中年の声優夫婦を待ち受ける運命をユーモアを織り交ぜながら描いた作品で、旧ソ連圏からイスラエルに移住したルーマン監督自身の実体験をもとにしている。
なお、ルーマン監督は1979年にベラルーシの首都ミンスクで生まれ、1990年に家族とともにイスラエルに移住している。
外国映画が上映されないソ連でフェデリコ・フェリーニ監督作品が上映された史実を踏まえて、フェリーニの遺作である1990年の映画『ボイス・オブ・ムーン』が作中に登場していることから、日本語タイトル『声優夫婦の甘くない生活』は1960年の映画『甘い生活』へのオマージュになっているとの指摘がある。

## ストーリー
1990年、ロシア系ユダヤ人の夫婦ヴィクトルとラヤは生まれ育ったソ連からイスラエルに移住する。2人はともにハリウッドやヨーロッパの映画のロシア語吹き替えで活躍したスター声優で、イスラエルでもソ連からの移住者向けの映画のロシア語吹き替えを仕事にするつもりだったのだが、当時のイスラエルでは声優の需要がなかったのである。仕方なく、妻ラヤは夫に内緒でテレフォンセックスの仕事に就き、思わぬ才能を発揮して稼いでいく。一方、夫ヴィクトルは声優以外の仕事にどうしてもなじめず、結局、違法な海賊版レンタルビデオ店で声優の職を得る。ところがある日、ヴィクトルは映画館で映画を盗み撮りしているところを逮捕されてしまう。そこを映画館主のシャウルに助けられたヴィクトルは、ソ連からの移住者向けの映画のロシア語吹き替えをシャウルから依頼される。その夜、浮かれた気分のヴィクトルは自ら電話をかけたテレフォンセックスの相手がラヤであることに気づくと、帰宅したラヤに激しい怒りをぶつける。これに対してラヤは家を出て雇用主であるデヴォラの家に居候することになる。
夫と離れたラヤは、彼女の「声」の常連客である既婚の中年男性ゲラからの「逢いたい」との言葉に心が揺れる。強引なゲラが待ち合わせに指定した場所を少し離れたカフェから眺めていたラヤはゲラの姿を確認し、彼がトイレを借りにカフェにやってくると、偶然に出会った赤の他人のフリをしてゲラとテーブルを挟んで会話を楽しむ。ところが別れの時に、ゲラはラヤが彼の求める「声」の女性からゲラと会うように依頼された友人だと気づいていたと告白する。これにショックを受けたラヤは自分こそがその「声」の女性であることを明かし、強引にゲラにキスをするが、ゲラから激しく拒絶される。
ゲラとの一件で傷心のラヤのもとに彼女が家に置いていった防毒マスクを届けるためにヴィクトルが職場にまでやってくる。そんなヴィクトルにラヤは、ヴィクトルが子供を欲しがらなかったことなど、これまでの不満を一気にぶちまけると、防毒マスクを突き返す。
ヴィクトルが声優を務めたロシア語吹き替え版映画のテスト上映が行われる。ヴィクトルの要求通りにフェデリコ・フェリーニ監督の最新作である『ボイス・オブ・ムーン』が上映されるが、客の入りの悪さにシャウルは不満である。ところが上映中に空襲警報が鳴る。人々は防毒マスクをつけるが、ヴィクトルはラヤが防毒マスクを持っていないことから、自分のマスクを届けようと、彼女の職場に押しかける。しかし、彼女は休暇をとっていて映画を観にいったという。ヴィクトルは慌てて映画館に戻ると、客席でうずくまるラヤを見つける。この異常事態に2人は互いの存在の大きさを再確認する。
その後、ラヤはテレフォンセックスの仕事を辞め、ヴィクトルとともに新居に越していく。

## キャスト
- ヴィクトル・フレンケル: ヴラディミール・フリードマン（ヘブライ語版）
- ラヤ・フレンケル: マリア・ベルキン
- ゲラ: アレクサンデル・センデロヴィッチ（ヘブライ語版） - ラヤの「声」の常連客。
- デヴォラ: エヴェリン・ハゴエル（英語版） - ラヤの雇用主。
- シャウル: ウリ・クラズナー（ヘブライ語版） - 映画館主。

## 製作
主演の2人は共に旧ソ連生まれで、ルーマン監督同様、1990年代にイスラエルに移住した経歴を持っており、ラヤ役のベルキンは実際に声優としても活躍している。

## 作品の評価

### 映画批評家によるレビュー
Rotten Tomatoesによれば、5件の評論の全てが高評価で、平均点は10点満点中7.6点となっている。
映画評論家の森直人は「風変わりな『ニュー・シネマ・パラダイス』」と評している他、連想する作品として『やわらかい手』と『マチネー/土曜の午後はキッスで始まる』を挙げている。

### 受賞歴
映画公式ウェブサイトより。
- 2019年タリン・ブラックナイト映画祭
  - 脚本賞、NETPAC賞（最優秀アジア映画賞）受賞

- 2020年バーリ国際映画祭
  - 監督賞、特別賞（女優部門）受賞